# Montigny-la-Resle
Montigny-la-Resle és un municipi francès, situat al departament del Yonne i a la regió de Borgonya - Franc Comtat. L'any 2007 tenia 610 habitants.

## Demografia

### Població
El 2007 la població de fet de Montigny-la-Resle era de 610 persones. Hi havia 238 famílies, de les quals 44 eren unipersonals (12 homes vivint sols i 32 dones vivint soles), 109 parelles sense fills, 81 parelles amb fills i 4 famílies monoparentals amb fills.
La població ha evolucionat segons el següent gràfic:
Habitants censats

### Habitatges
El 2007 hi havia 284 habitatges, 246 eren l'habitatge principal de la família, 23 eren segones residències i 16 estaven desocupats. 271 eren cases i 13 eren apartaments. Dels 246 habitatges principals, 206 estaven ocupats pels seus propietaris, 33 estaven llogats i ocupats pels llogaters i 7 estaven cedits a títol gratuït; 2 tenien una cambra, 18 en tenien dues, 32 en tenien tres, 54 en tenien quatre i 139 en tenien cinc o més. 181 habitatges disposaven pel capbaix d'una plaça de pàrquing. A 84 habitatges hi havia un automòbil i a 146 n'hi havia dos o més.

### Piràmide de població
La piràmide de població per edats i sexe el 2009 era:
| Homes | Edats   | Dones |
| ----- | ------- | ----- |
| 0     | 95 o +  | 0     |
| 0     | 90 a 94 | 0     |
| 0     | 85 a 89 | 0     |
| 4     | 80 a 84 | 4     |
| 8     | 75 a 79 | 8     |
| 8     | 70 a 74 | 8     |
| 8     | 65 a 69 | 20    |
| 12    | 60 a 64 | 16    |
| 20    | 55 a 59 | 12    |
| 28    | 50 a 54 | 20    |
| 28    | 45 a 49 | 20    |
| 12    | 40 a 44 | 32    |
| 20    | 35 a 39 | 16    |
| 16    | 30 a 34 | 16    |
| 28    | 25 a 29 | 20    |
| 4     | 20 a 24 | 8     |
| 4     | 15 a 19 | 40    |
| 16    | 10 a 14 | 16    |
| 16    | 5 a 9   | 28    |
| 12    | 0 a 4   | 12    |

## Economia
El 2007 la població en edat de treballar era de 411 persones, 321 eren actives i 90 eren inactives. De les 321 persones actives 310 estaven ocupades (163 homes i 147 dones) i 11 estaven aturades (5 homes i 6 dones). De les 90 persones inactives 45 estaven jubilades, 15 estaven estudiant i 30 estaven classificades com a «altres inactius».

### Ingressos
El 2009 a Montigny-la-Resle hi havia 245 unitats fiscals que integraven 621,5 persones, la mediana anual d'ingressos fiscals per persona era de 20.519 €.

### Activitats econòmiques
Dels 26 establiments que hi havia el 2007, 1 era d'una empresa alimentària, 2 d'empreses de fabricació d'altres productes industrials, 11 d'empreses de construcció, 6 d'empreses de comerç i reparació d'automòbils, 3 d'empreses de transport, 2 d'empreses d'hostatgeria i restauració i 1 d'una empresa de serveis.
Dels 11 establiments de servei als particulars que hi havia el 2009, 2 eren paletes, 1 guixaire pintor, 2 fusteries, 3 lampisteries, 2 electricistes i 1 empresa de construcció.
L'únic establiment comercial que hi havia el 2009 era una botiga de menys de 120 m².
L'any 2000 a Montigny-la-Resle hi havia 8 explotacions agrícoles.

## Equipaments sanitaris i escolars
El 2009 hi havia 1 escola maternal integrada dins d'un grup escolar amb les comunes properes formant una escola dispersa i 1 escola elemental integrada dins d'un grup escolar amb les comunes properes formant una escola dispersa.

## Poblacions més properes
El següent diagrama mostra les poblacions més properes.